# Nephelaphyllum
Nephelaphyllum là một chi thực vật có hoa trong họ Lan.